# Stibaractis triphasia
Stibaractis triphasia är en fjärilsart som beskrevs av Turner 1919. Stibaractis triphasia ingår i släktet Stibaractis och familjen mätare. Inga underarter finns listade i Catalogue of Life.